# Palácio de Povo

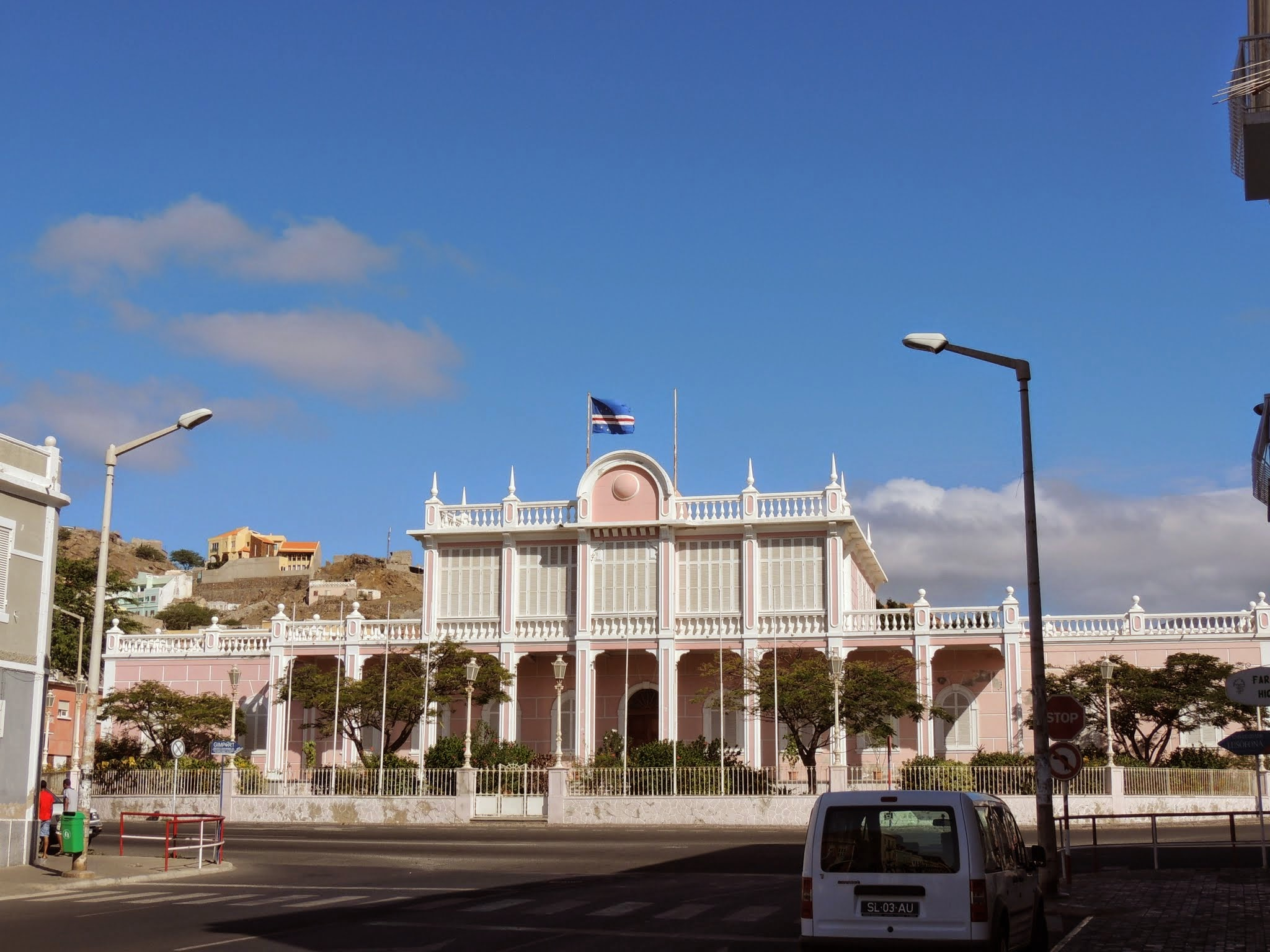
Palácio do Povo

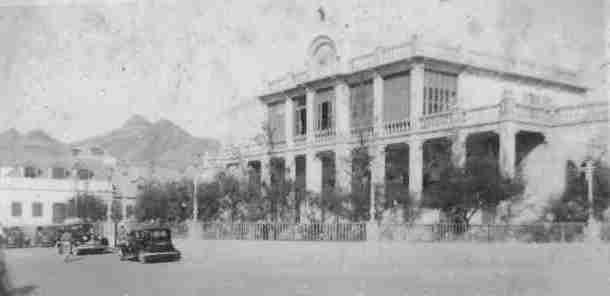
Gouverneurspalast am 1. Mai 1942

Der Palácio do Povo (Palast des Volkes), auch Palácio do Mindelo, früher der Palácio do Governador (Gouverneurspalast) ist ein Gebäude im Osten von Mindelo auf kapverdischen Insel São Vicente.  Das 1874 errichtete Gebäude wurde 1928–1934 teilweise aufgestockt und misst etwa 100 mal 50 Meter. Seine Fassade zeigt auf die Rua Libertadores d’África (früher Rua Lisboa), im Norden befindet sich die Rua Franz Fanon, im Westen das Südende der nach Baltasar Lopes da Silva benannten Avenida Baltazar Lopez, im Süden die Avenida Fernando Ferreira Forte. Im Osten befindet sich ein Park mit einem Denkmal für Adriano Durante (1892–1961)
Das Gebäude im Kolonialstil greift architektonische Elemente aus Indien auf. Der mittlere Gebäudeteil ist zweistöckig, die Seiten einstöckig. Die Wände sind in Pink und Weiß gestaltet, die Fensterläden hellgrün. Ein Garten und ein Universitätscampus umgeben das Gebäude.
Das Gebäude wird für wechselnde Ausstellungen genutzt. 1997 fand in dem Gebäude die Kunstausstellung Mitomorfoses mit Werken von Mito Elias statt. 2018 widmet sich eine Ausstellung der kapverdischen Sängerin Cesária Évora.

## Umliegende Gebäude
Im Osten liegt die Escola Jorge Barbosa (früher Liceu Gil Eanes auch Liceu Antigo) als Teil eines Campus der University of Cape Verde. An der Rua 24 de Setembro liegt die Casa do Colonial, eines der ältesten Wohnhäuser der Insel. Im Westen liegt der Markt der Stadt.